# Stryi
Stry (en ucraniano: Стрий; en polaco: Stryj) es una ciudad situada en la orilla izquierda del río Stryi en el Óblast de Leópolis, en las estribaciones de los Cárpatos. Aunque la ciudad de Stryi es el centro administrativo del distrito homónimo, está designada como ciudad de importancia regional, y no pertenece al distrito (o raión).
Stry está considerada la primera ciudad de Ucrania en desplegar la bandera ucraniana actual de colores azul y amarillo cuando esta fue izada en el Ayuntamiento el 14 de marzo de 1990 incluso antes de la caída del régimen soviético.

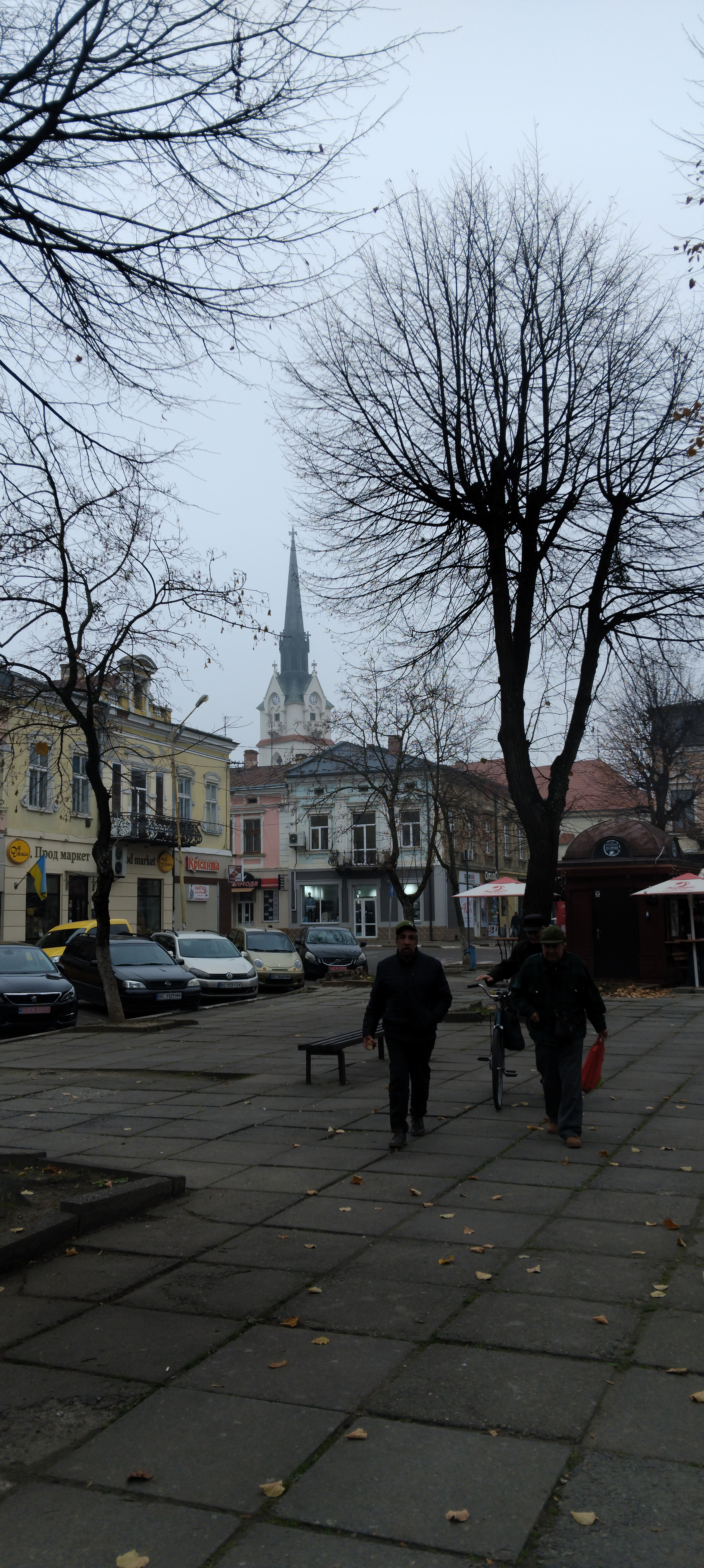
Centro de Stryi. Noviembre 2024

## Hidrónimo
Es probable que la ciudad obtuvo su nombre del río Stryi, uno de los afluentes del Dniéster. Obviamente, el nombre del río es más antiguo que la ciudad que fue fundada después.
Stry, como un nombre de río es un nombre muy antiguo y significa «corriente». Su etimología proviene de una raíz indoeuropea *sreu. Las palabras que tienen la misma raíz se pueden encontrar en ucraniano moderno (струм, струя), polaco (struga, strumień), gaélico irlandés (sruami), alemán (Strom, «río grande»), persa (struth, «río»), sánscrito (स्रवति, sravati, «fluir»), letón (straume) y lituano (sriatas, strautas; «corriente», «lo que fluye»), entre otros idiomas. También podría derivar de la palabra osetia styr, que significa «grande», como ejemplifica la existencia de un río Styr en Ucrania. La zona fue habitada por el pueblo de los croatas blancos, y se ha postulado que el nombre de Horvat («croata») es asimismo de origen iraní (sármata).[cita requerida]
En diferentes momentos el nombre fue escrito de maneras diferentes, aunque siempre con la misma fonética. En diversos documentos antiguos se encuentran las variantes: Stryg, Stry, Stryj, Stryjn, Stryjia, Strig, Strigenses, Stryi, Strey, Striig, Strya, Sthryensis, Sthrya, Stryei y Stri. Los habitantes se enorgullecen en el hecho de que la ciudad ha logrado mantener su nombre original en el tiempo.[cita requerida]

## Historia
Stry fue mencionado por primera vez en 1385 (Rutenia Roja). Ya entonces su territorio fue incorporado en el Reino de Polonia después de la caída del Reino de Rutenia. En 1387 el rey polaco Jogaila dio a la ciudad como el presente para su hermano Švitrigaila. En 1431 se le dio los derechos de Magdeburgo, y estaba situado en la Rutenia Silesia, que desde el siglo XIV hasta 1772 fue parte de Polonia. La ciudad fue gobernada por el magistrado local encabezado por el alcalde.
Su ubicación geográfica tuvo una influencia positiva en su desarrollo y crecimiento. La ciudad se convirtió en un centro floreciente de comercio que se encuentra en la principal ruta comercial entre Halych y Lviv y especialmente durante el {{siglo|XV||s}XV al XVI debido al apoyo del rey polaco Juan III Sobieski. También fue destruida durante una de las redadas tártaros en 1523. La ciudad fue reconstruida más tarde e incluyó un castillo para la defensa que más tarde en el siglo XVIII fue desmontado por las autoridades austriacas. En 1634 la ciudad fue nuevamente destruida por otra incursión tártara. En tiempos de la Rebelión de Jmelnytsky el ejército cosaco fue reforzada aquí por los regimientos húngaros del príncipe Rákóczi de Transilvania. Después de la partición de la Mancomunidad de Polonia-Lituania en 1772 la ciudad se convirtió en parte del Imperio Austro-Húngaro (Particiones de Polonia). Durante los tiempos revolucionarios en el imperio se crea el Consejo de Rutenia en la ciudad en 1848. Durante 1872-1875 la ciudad fue conectada a una red de ferrocarril. Su primera estación de tren de madera fue construida en 1875. En ese momento comenzó a industrializarse. Entre los ciudadanos más influyentes de la ciudad eran doctor Yevhen Olesnytsky, Padre Oleksa Bobykevych y Padre O. Nyzhankivsky.
En 1886, un gran incendio destruyó casi toda la ciudad. Desde octubre de 1914 hasta mayo de 1915 la ciudad fue ocupada por el Imperio ruso. En 1915 una sangrienta batalla de la Primera Guerra Mundial tuvo lugar en los montes Cárpatos, en torno a la cumbre de Zwinin (992 metros sobre el nivel del mar), a pocos kilómetros al sur de Stryi, en la que perecieron unos 33.000 soldados rusos.
El 1 de noviembre de 1918 un levantamiento armado tuvo lugar en la ciudad después de lo cual se convirtió en una parte de la República Popular de Ucrania Occidental. Stryi se pasó a Polonia en mayo de 1919 y se convierte en parte de Polonia por primera vez por el tratado de Varsovia de 1920 y luego el tratado de paz de Riga de 1921. En 1939 Stryi se convirtió en parte de la RSS de Ucrania. Fue la capital del condado de Stryj (2081 km², 152600 habitantes) del voivodato de Stanisławów. Según el censo polaco de 1931, su población se componía de un 35.6% de judíos, un 34.5% de polacos, un 28% de ucranianos y un 1.6% de alemanes. Los nazis exterminaron a muchos de los judíos y enviaron a casi todos los restantes a los campos de concentración/trabajo. Durante la Guerra Fría, fue el emplazamiento de la base aérea de Stryy.

### Historia reciente
El 9 de abril de 2009, el consejo de Óblast de Lviv decidió retirar de Stryi una estatua de la era soviética dedicada al soldado del Ejército Rojo y trasladarla a un museo del totalitarismo soviético, alegando que la estatua no aporta ningún valor histórico o cultural a la ciudad.

## Personalidades
Gente notable llevada en Stry incluyen:
- Vitaliy Antonov (1962-), hombre de negocios de Ucrania
- Louis Begley (1933-), novelista estadounidense
- Solomon J. Buchsbaum (1929-1993), físico estadounidense de origen polaco
- Artem Hromov (1990-), futbolista ucraniano
- Michael Kmit (1910-1981), pintor australiano
- Jan Kociniak (1937-2007), actor polaco
- Józef Koffler (1896-1941), compositor polaco
- Józef Kustroń (1892-1939), general del ejército polaco
- Kornel Makuszyński, escritor polaco
- Anna Muzychuk (1990-), jugadora de ajedrez de Ucrania
- Mariya Muzychuk (1992-), jugadora de ajedrez de Ucrania
- Zbigniew Messner (1929-2014), el primer ministro de Polonia (1985-1988)
- Kazimierz Nowak (1897-1937), viajero polaco
- Taras Petrivskyi (1984-), futbolista ucraniano
- Sviatoslav Shevchuk (1970-), arzobispo mayor de la Iglesia greco-católica ucraniana
- Ihor Tenyukh (1958-), almirante de Ucrania
- Andriy Tlumak (1979-), futbolista ucraniano
- Julian Stryjkowski, escritor polaco
- Zygmunt Szendzielarz, comandante del Ejército Nacional

## Hermanamiento
Stry esta hermanada con:
- Nowy Sącz en Polonia[2]
- Bălţi in Moldavia (desde 1980)

## Galería

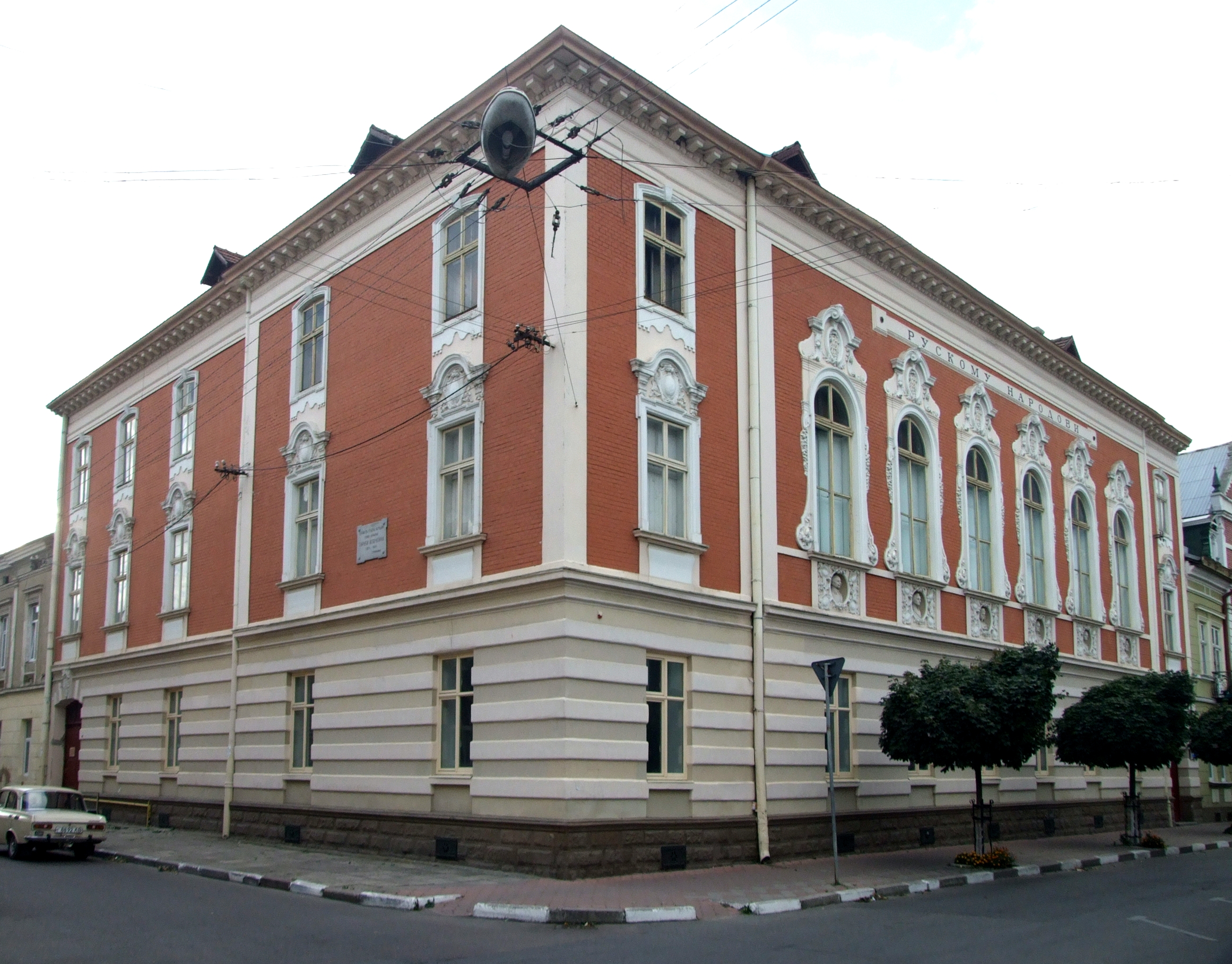
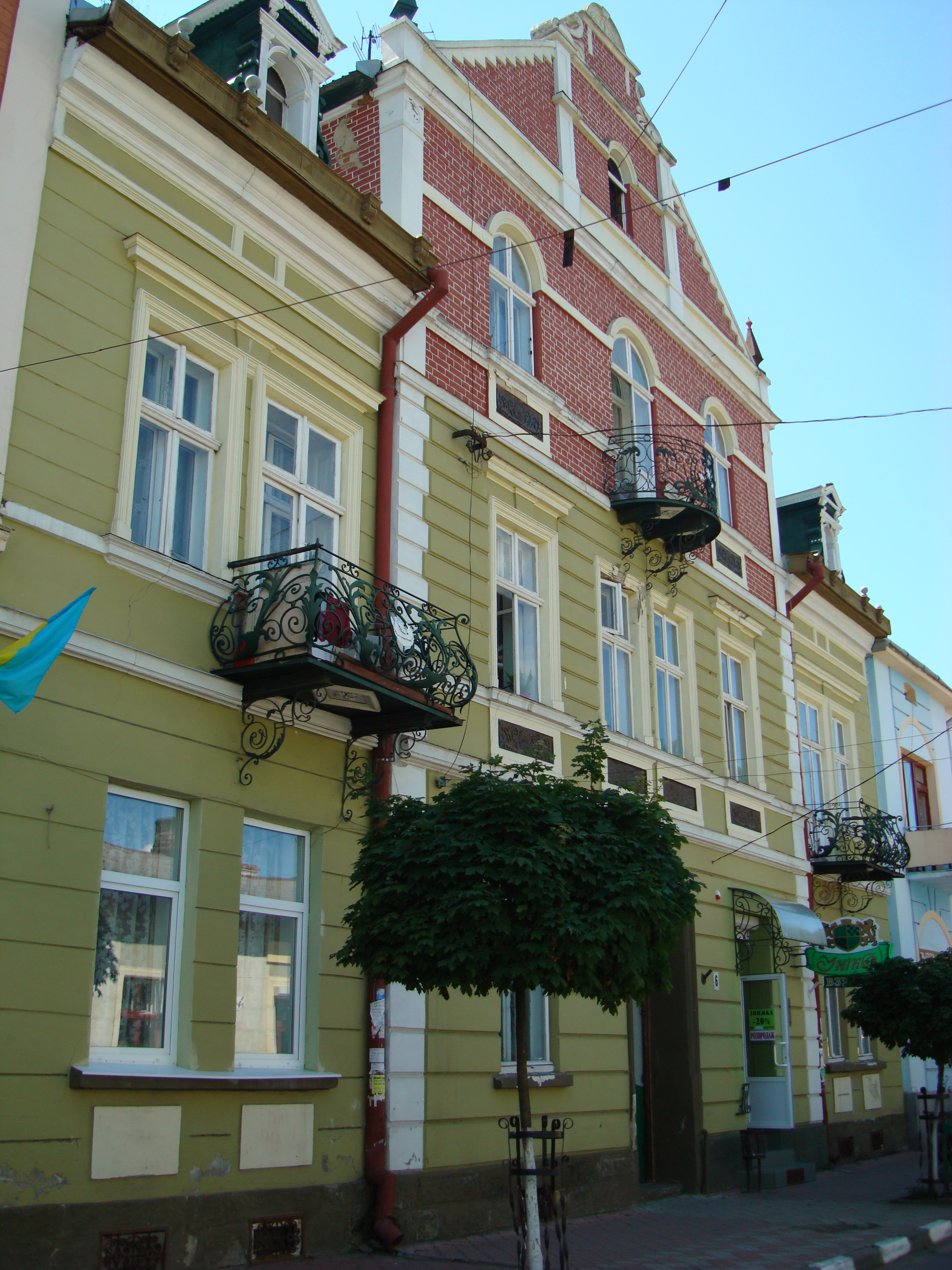
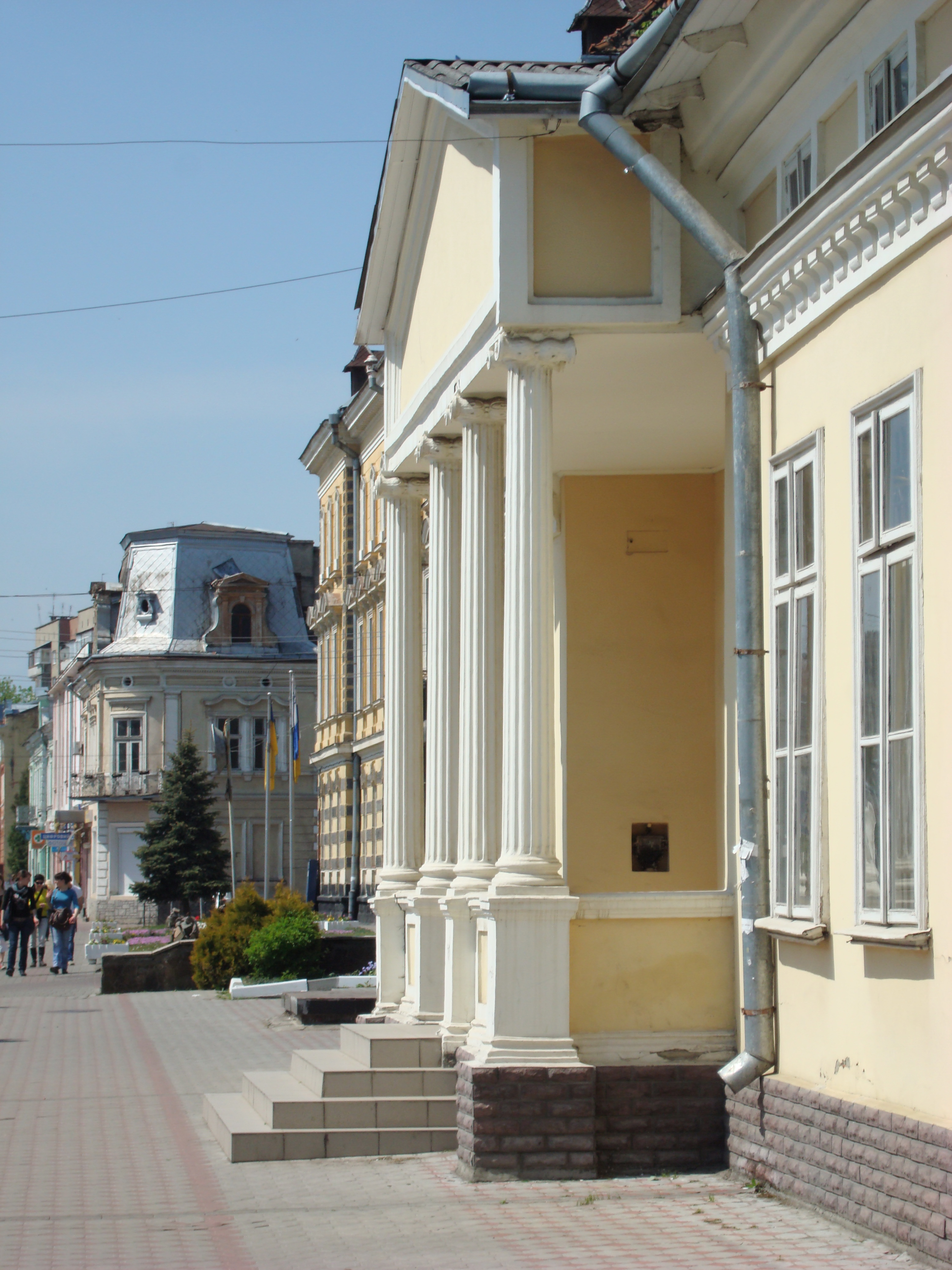
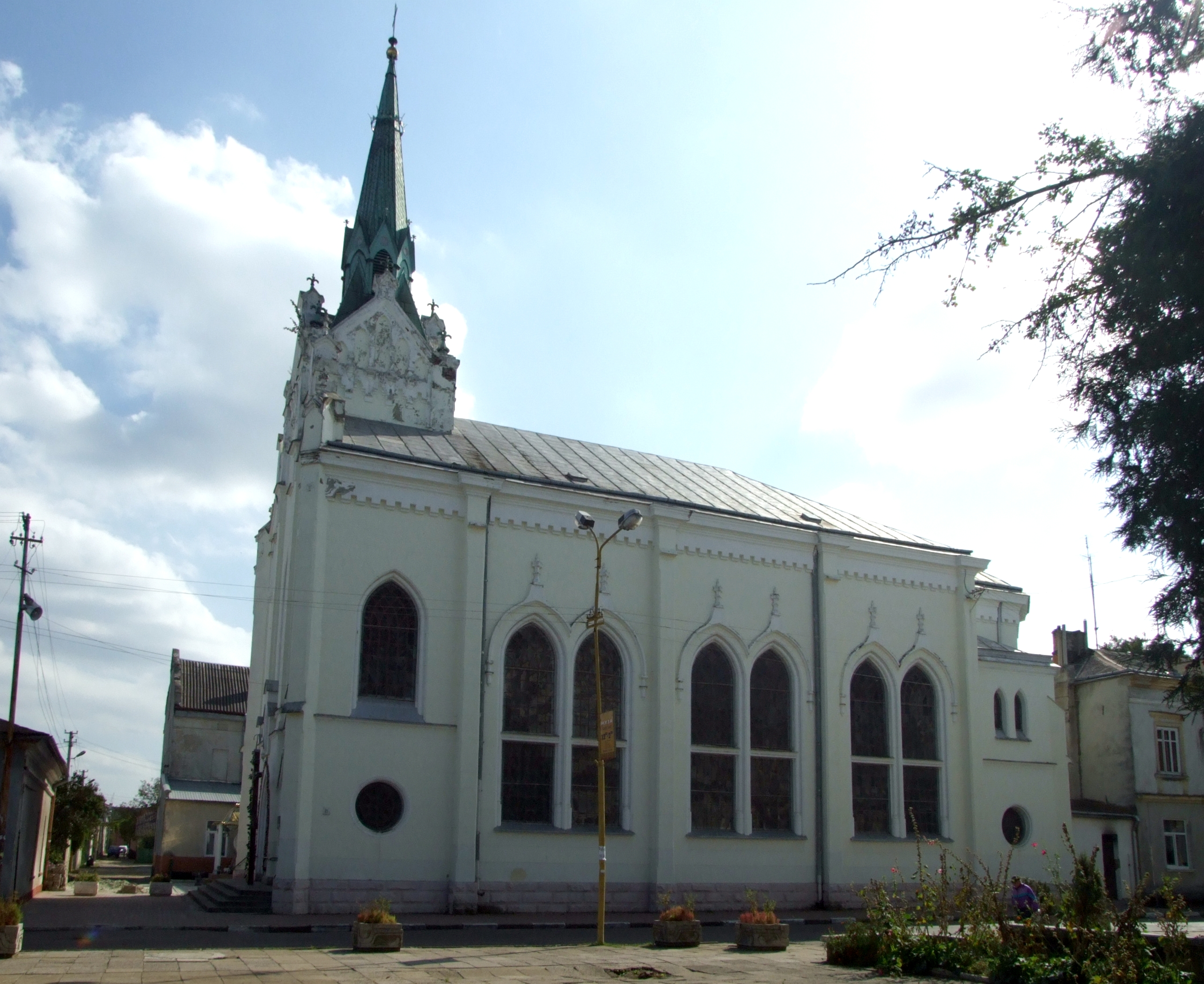